# Une aussi longue absence (film, 1961)
Pour les articles homonymes, voir Une aussi longue absence.
Pour plus de détails, voir Fiche technique et Distribution.
Une aussi longue absence (titre italien : L'inverno ti farà tornare) est un film franco-italien réalisé par Henri Colpi, sorti en 1961. 
Premier film du réalisateur, le film obtient la même année, deux récompenses prestigieuses : la Palme d'or du Festival de Cannes et le Prix Louis-Delluc. 

## Synopsis
En banlieue parisienne, à Puteaux, la patronne d'un bistrot est intriguée par un clochard qui passe tous les jours devant son établissement. Frappée par sa ressemblance avec son mari déporté quinze ans plus tôt, elle se met à le suivre et de nombreux indices la persuadent que c'est bien son époux. Patiemment, elle cherche à apprivoiser cet homme sans mémoire.

## Fiche technique
- Titre original : Une aussi longue absence
- Titre italien : L'inverno ti farà tornare
- Réalisation : Henri Colpi
- Scénario : Henri Colpi, Marguerite Duras, Gérard Jarlot
- Dialogues : Marguerite Duras, Gérard Jarlot
- Photographie : Marcel Weiss
- Montage : Jasmine Chasney, Jacqueline Meppiel
- Musique : Georges Delerue
- Décors : Marcel Colasson
- Son : René Breteau, Séverin Frankiel, Jean-Claude Marchetti
- Producteurs : Claude Jaeger, Alberto Barsanti
- Directeur de production : Jacques Nahum
- Sociétés de production : Procinex (France), Société Cinématographique Lyre (France), Galatea Film (Italie), Spa Cinematografica (Italie)
- Sociétés de distribution : Cocinor (Comptoir cinématographique du nord, France), Théâtre du Temple (France), Cinémathèque française
- Pays d'origine :  France |  Italie
- Langue originale : français
- Format : Noir et blanc — 35 mm — 2,35:1 Dyaliscope — Son : Mono
- Genre : Film dramatique
- Durée : 94 minutes (1 h 34)
- Dates de sortie : France, 17 mai 1961 et reprise le 3 février 2016[1]
- (fr) Classifications et visa CNC : mention « tous publics », Art et Essai, visa d'exploitation no 23853 délivré le 10 mai 1961

## Distribution
- Alida Valli : Thérèse Langlois, la tenancière d'un petit café à Puteaux qui croit reconnaître en la personne d'un clochard son grand amour disparu pendant la Guerre
- Georges Wilson : le clochard, un inconnu amnésique au comportement bizarre
- Charles Blavette : Fernand, un client du café
- Amédée : Marcel Langlois
- Jacques Harden : Pierre, un camionneur
- Paul Faivre : le retraité
- Catherine Fonteney : Alice Langlois
- Diane Lepvrier : Martine
- Nane Germon : Simone
- Pierre Mirat : l'épicier
- Charles Bouillaud : Favier
- Georges Bielec : un jeune homme
- Pierre Parel : l'agent
- Anna Rey : Madame Favier
- Corrado Guarducci : un ouvrier
- Michel Risbourg : un jeune homme
- Paul Pavel : un ouvrier chez Renault
- Pierre Vernet : le « politique »

## Production

### Tournage
Extérieurs tournés à Courbevoie et Puteaux (rue Manissier et place de l'Église). Des scènes ont également été tournées en bord de Seine à Meudon avec vues sur l'Île Seguin, à cette époque usine Renault.

### Chanson
Trois petites notes de musique, paroles d'Henri Colpi et musique de Georges Delerue, interprétée par Cora Vaucaire.
La musique du Barbier de Séville de Rossini, notamment l'Air de la calomnie, est entendue à plusieurs reprises comme un leitmotiv  du film.

## Distinctions

### Récompenses
- Prix Louis-Delluc 1961
- Festival de Cannes 1961 : Palme d'or ex aequo avec Viridiana de Luis Buñuel
- Kinema Junpō 1965 : meilleur film étranger